# 상투메 프린시페 도브라
상투메 프린시페 도브라는 상투메 프린시페의 공식 통화이다. Db라고 간단히 부르기도 하며 1977년부터 상투메 프린시페 이스쿠두를 대체하게 되었다.

## 동전
1977년, 동전은 50 상팀, 1, 2, 5, 10, 20 도브라의 종류로 도입되었다. 황동 50 상팀과 1 도브라를 빼고 다른 동전은 모두 백동으로 주조된다. 1997년 100, 250, 500, 1000, 2000 도브라가 새로 발행되었다. 100, 250 도브라는 둥근 모양이며 나머지는 6각형 모양이다.
모든 통용되고 있는 동전에는 국장이 앞면에 새겨져 있으며 반대쪽에는 "Aumentemos a Produção"이라는 문구가 새겨져 있다.

## 지폐
1977년 50, 100, 500, 1000 도브라 지폐가 상투메 프린시페 국립은행의 발의로 발행되기 시작하였다. 1996년, 5000, 10,000, 20,000 , 50,000 도브라 지폐가 도입되어 그 이하의 액면가 지폐는 동전으로 1997년 전부 대체되었다. 새로운 발행권은 2006년 내부의 도안을 바꾸어 통용되고 있다.
모든 지폐에는 앞면에 레이 아마도르(Rei Amador)가 새겨져 있다.

## 역사적으로 기록된 환율 (STD)
| 날짜                    | 유로      | 미국 달러 |
| ----------------------- | --------- | --------- |
| 1995년                  | 통용 이전 | 1,420.3   |
| 1996년                  | 통용 이전 | 2,203.2   |
| 1997년                  | 통용 이전 | 4,552.5   |
| 1998년                  | 통용 이전 | 7,104.05  |
| 1999년 10월             | -         | 7,200.0   |
| 2004년 8월              | 12,002.84 | 8,794     |
| 2005년 3월              | 11,663    | 9,086     |
| 2005년 10월 25일 (추정) | 9,275.93  | 7,665.00  |
| 2007년 10월 20일        | 19,639.90 | 13,738.50 |
| 2008년 1월 1일          | 20,499.73 | 14,050.00 |
| 2009년 3월 4일          | 22,062.04 | 17,500.00 |
| 2010년 7월 31일         | 24,500    | 18,720.00 |
| 2012년 9월 1일          | 24,500    | 19,917.00 |

## 도브라의 리디노미네이션
2017년 8월 25일, 상투메 프린시페 중앙은행 (Banco Central de São Tomé e Príncipe)은 중앙은행의 25주년을 기념하여 1 신 도브라가 1,000 이전 도브라에 해당하는 도브라의 리디노미네이션을 발표하였다. 6개의 지폐(5-, 10-, 20-, 50-, 100, 200 신 도브라, 2개의 저액 도브라는 폴리머로 인쇄되었다)와 5개의 동전(10-, 20-, 50 센티무, 1, 2 신 도브라)이 2018년 1월 1일에 발행되었다. 신구 지폐 시리즈는 2018년 6월 30일까지 동시에 유통되었으며, 이후 상업은행은 2018년 12월 31일까지, 중앙은행은 2019년 12월 31일까지 교환 또는 예금이 가능하다.

## 같이 보기
- 상투메 프린시페의 경제

## 추가 자료
- Krause, Chester L., and Clifford Mishler (1991). 《Standard Catalog of World Coins: 1801–1991》 18판. Krause Publications. ISBN 0873411501.
- Pick, Albert (1994). 《Standard Catalog of World Paper Money: General Issues》. Colin R. Bruce II and Neil Shafer (editors) 7판. Krause Publications. ISBN 0-87341-207-9.